# いとをかし
『いとをかし』は、楠見らんまによる日本の4コマ漫画作品。

## 概要
可愛い女の子と評判の駄菓子屋「伊藤菓子」の主人、「伊藤あおい」は実は男の子。
女の子にしか見えないあおいと、そんなあおいのファンである常連さんや町内の人たち。
駄菓子屋を舞台としたほのぼのとした可愛らしい男の娘コメディ4コマ漫画。
『まんがくらぶオリジナル』（竹書房）2010年2月号にゲスト掲載後、2010年5月号から2014年12月号（休刊号）まで連載された。

## 登場人物
伊藤あおい
駄菓子屋「伊藤菓子」の主人。
一見すると可愛らしい女の子だが、実はれっきとした男の子。一人称は「ボク」。
見た目だけでなく、料理（お菓子も）や裁縫などの家事が得意だったり可愛いものが好きだったり、仕草や思考も乙女ちっく。
そのため、周囲の男性から好意を抱かれることも非常に多く、それがお店の繁盛にも繋がっている。
しかしながら、本人は「男らしく」あろうとしており、女の子に間違えられる度に訂正している。
軽い天然ボケの様な所もある。蛇が苦手。
身長も低く、年齢も不明。
この体質は隔世遺伝であることが語られており、祖父があおいと瓜二つであり、イトコの「ゆかり」もまた瓜二つ。
非力で、くじ運が無く、画力も無い。うずまきアメのうずまきを見たり、トンボに向かって指を回すと自分が目を回して気を失い、その隙にみどりに女の子服を着せられる。カキ氷を食べても頭は痛くならない体質だが、お腹が痛くなった。
3月生まれのA型で一人っ子。
好きな駄菓子：すこんぶ、ちびプリン
みどり
「伊藤菓子」の隣のカフェの店員で、唯一あおいの事を「男の子」として扱っている。
あおいを女装させる等のあおいいじりを好んで行う。
あおいとは対照的に、身長も高くさばさばした性格もあって女子に非常にモテる。
頻繁にあおいのもとを訪れており、本作のもう一人のメインキャラクター。
10月生まれのO型。
いつも煙草を咥えている事から20歳以上と思われる。バレーボール部に所属していた。
好きな駄菓子：うま棒、クロ棒
萌黄
通称「モエモエ」。
「みどりお姉様親衛隊」を名乗る女子高生。
あおいの事を女の子と思っており、みどりと親しい事からライバル視している。
しかしながら、あおいのあまりの可愛さとイイ子さに敵視しきれずにいる。
胸があまりなく、それを気にしている。
裁縫が得意の様子で、あおいに服を作ってプレゼントしたことがある。

好きな駄菓子：キャラメル（などの胸が育ちそうな物）

## 単行本
竹書房よりバンブーコミックスで全3巻が刊行されている。
1. 2012年5月26日発売（2012年6月9日発行）ISBN 978-4-8124-7783-0
2. 2013年5月27日発売（2013年6月10日発行）ISBN 978-4-8124-8186-8
3. 2014年12月20日発売（2015年1月3日発行）ISBN 978-4-8019-5062-7